# Le lacrime di cera
Le lacrime di cera (titolo originale in francese Les larmes de bougie, in italiano uscito anche con il titolo Viaggio nel tempo) è un racconto dello scrittore belga Georges Simenon con protagonista il personaggio del commissario Maigret.
Il racconto fu scritto a Neuilly-sur-Seine, nell'ottobre del 1936.

## Trama

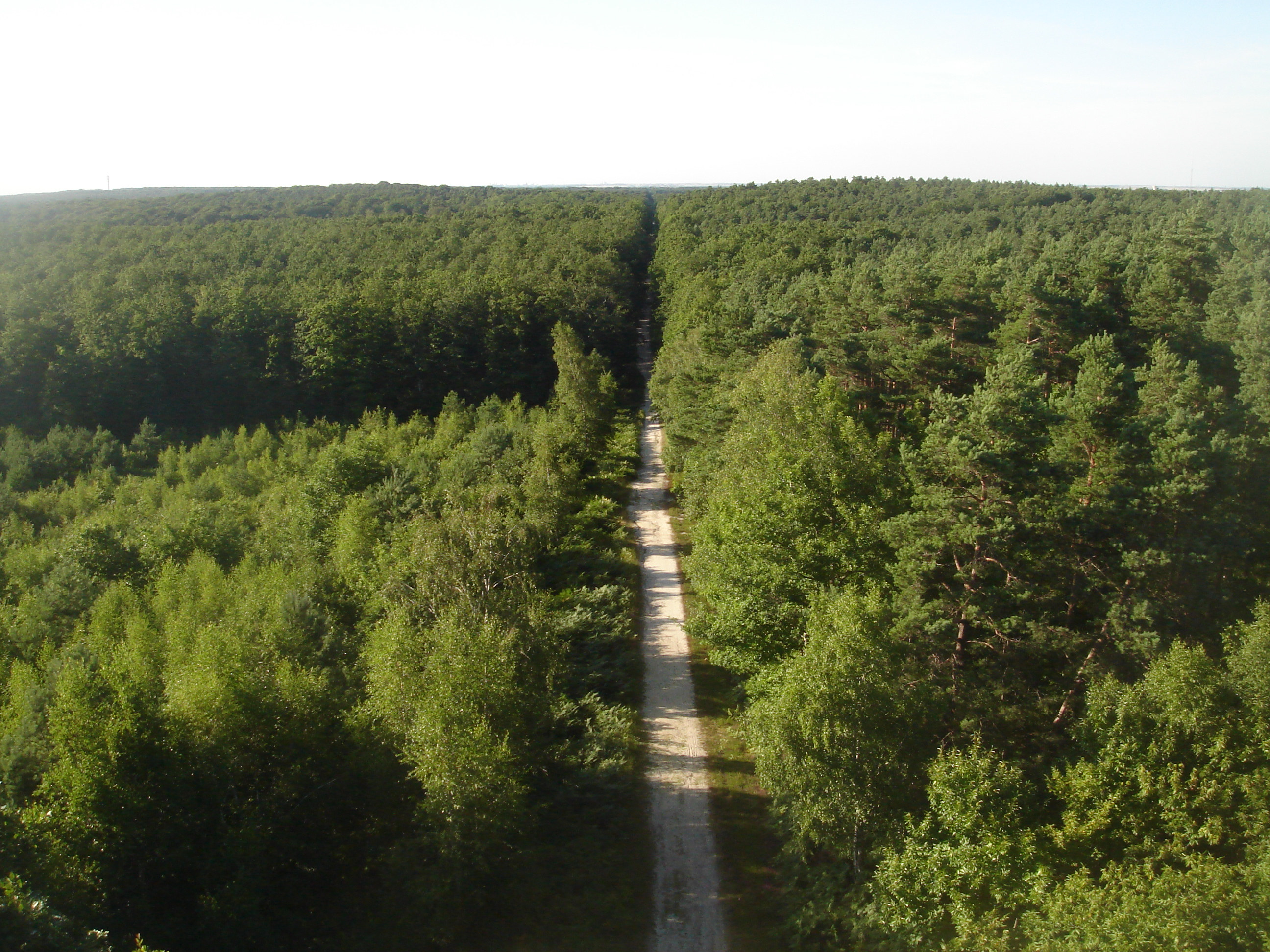
Foresta d'Orléans

Maigret viene chiamato a Vitry-aux-Loges, piccolo villaggio nella foresta di Orléans, dove una non più giovane signora, Marguerite Potru, è stata trovata morta con tre coltellate al petto. Anche la sorella Amélie, che vive a letto e non parla più da tempo, ha diverse ferite da coltello, ma sopravviverà. Durante l'indagine si è scoperto che alcune carte e titoli di borsa mancano e vengono trovate impronte digitali del figlio della vittima, Marcel, che vive a una decina di chilometri in una fattoria (quasi un rudere) e campa tagliando legna. L'uomo viene arrestato, ma Maigret non crede che sia colpevole, provando che sia stata Amélie a uccidere la sorella, ferirsi da sola e fare in modo che il nipote lasci le impronte perché venga accusato (Maigret sostiene che la donna deve aver letto qualcosa del genere da qualche parte). Le carte mancanti, infatti, vengono ritrovate in casa, seguendo la pista di gocce di cera che una candela ha lasciato cadere.

## Edizioni
In francese fu pubblicato per la prima volta su "Paris-Soir-Dimanche" (supplément), n° 48, del 22 novembre 1936, poi in volume nel 1944 nella raccolta Les nouvelles enquêtes de Maigret, presso Gallimard, settima di 9 inchieste della prima serie. Più tardi è uscito su "Mystère-Magazine", nel numero di ottobre 1959 e su "Ellery Queen Mystère Magazine" (n° 141), sempre del 1959.
In italiano il racconto è uscito per la prima volta da Mondadori nel 1954, nella collana "I Capolavori Dei Gialli Mondadori" (n° 1); poi nel 1962 nella raccolta Maigret in Rue Pigalle, in traduzione di Elena Cantini, nella collana “Romanzi di Simenon” (n° 185); poi nel 1968 nella stessa raccolta, ma in due volumi, nella collana “Le inchieste del commissario Maigret” (n° 53); quindi dal 1973 nella collana "Oscar" (n° 476). Con il titolo di Viaggio nel tempo è inoltre uscito sulla “Rivista di Ellery Queen” n° 7, presso lo stesso editore, nel 1956. È stato poi incluso nel 2012 nella raccolta Rue Pigalle e altri racconti, nella traduzione di Annamaria Carenzi Vailly per Adelphi (parte della collana "gli Adelphi", al n° 424).